# Перего, Диди
Диди Перего (итал. Didi Perego), урожд. Айда Перего (итал. Aida Perego); 14 апреля 1935 года, Милан, Королевство Италия — 28 июня 1993 года, Рим, Италия) — итальянская актриса театра и кино, актриса и режиссёр дубляжа. Принимала участие более чем в восьмидесяти фильмах и телевизионных шоу.
Является лауреатом итальянской кинопремии «Серебряная лента» 1960 года.

## Биография
Айда Перего родилась 13 апреля 1937 года в Милане, в регионе Ломбардия, Италия.
Позже актриса сменила имя на «Диди». Некоторое время она использовала сценический псевдоним — Диди Салливан.

### Карьера
Диди Перого дебютировала в кино в 1959 году в картине «Смерть друга» итальянского режиссёра Франко Росси.
В том же году она исполнила свою самую известную роль (София), в фильме о Холокосте — «Капо» знаменитого режиссёра Джилло Понтекорво. За работу в этом фильме актриса получила кинопремию «Серебряная лента», как лучшая актриса второго плана.
Сразу после этого Диди сыграла главную роль в фильме «Калтики, бессмертный монстр» Марио Бавы.
Она стабильно работала, в основном, в итальянских и французских проектах с такими именитыми режиссёрами, как: братья Тавиани, Луиджи Коменчини, Рене Клеман, Этторе Скола, Филипп де Брока, а затем, в 1969 году сыграла второстепенную роль в психологической драме Сидни Люмета «Свидание».
Актриса участвовала в постановке телевизионной драмы «Рай» 1967 года. Она также появилась в нескольких британских телесериалах.
В 1988 году Диди Перего исполнила главную роль в детском фильме «Операция Попугай» режиссёра Марко Ди Тилло, по сценарию Пьеро Кьямбретти и Клаудио Делле Фратте.
Она была очень активна, как актриса озвучивания, но прежде всего в качестве режиссёра дубляжа почти ста фильмов. Диди Перего также подарила голос мадам Гардероб в дубляже классического мультфильма Диснея «Красавица и Чудовище» (1991).
Её последнее появление в кино состоялось в 1992 году, в фильме Карло Вердоне Маледетто «Будь проклят тот день, когда я встретил тебя».

### Личная жизнь
В предпоследний год своей жизни актриса перенесла хирургическую операцию, связанную с онкологическим заболеванием.

### Смерть
Диди Перего умерла от рака в 1993 году в возрасте 58 лет.

## Фильмография
| Год  | Русское название                                                 | Оригинальное название                                     | Персонаж                            |
| ---- | ---------------------------------------------------------------- | --------------------------------------------------------- | ----------------------------------- |
| 1959 | Смерть друга                                                     | Death of a Friend                                         | Леа                                 |
| 1959 | Капо                                                             | Kapo                                                      | София                               |
| 1959 | Калтики, бессмертный монстр                                      | Caltiki - il mostro immortale                             | Диди Салливан                       |
| 1959 | Психоаналитик для дам                                            | Le confident de ces dames                                 | Кэрол Крейни                        |
| 1960 | Все по домам                                                     | Tutti a casa                                              | Катерина Бризигони                  |
| 1961 | Мина... вне охраны                                               | Mina... fuori la guardia                                  | Росина                              |
| 1961 | Достопочтенное общество                                          | L'onorata società                                         | Владелица 'Piccola Sicilia'         |
| 1961 | Орден                                                            | The Orderly                                               | Валерия Бетосси                     |
| 1961 | Как радостно жить                                                | The Quelle joie de vivre                                  | Изабелла, анархистская активистка   |
| 1962 | Хроника 22-го                                                    | Cronache del '22                                          | Байс                                |
| 1962 | Мой друг Бенито                                                  | Il mio amico Benito                                       | Италия                              |
| 1962 | Ультиматум жизни                                                 | Ultimatum alla vita                                       | Сиссия                              |
| 1962 | Человек, которого нужно сжечь                                    | Un uomo da bruciare                                       | Барбара                             |
| 1963 | Брачное беззаконие                                               | I fuorilegge del matrimonio                               | Катерина Ренальди                   |
| 1963 | 4 таксиста                                                       | I 4 tassisti                                              | Филомена                            |
| 1963 | Девушка из Пармы                                                 | The Girl from Parma                                       | Амнерис Паглюги                     |
| 1963 | Визит                                                            | La visita                                                 | Нелла                               |
| 1964 | Солдаты и капралы                                                | Soldati e caporali                                        | Ассунта                             |
| 1964 | Тардоне                                                          | Le tardone                                                | Анналена Чеккарелли                 |
| 1964 | Любовь моя                                                       | Amore Mio                                                 | мать Норы                           |
| 1964 | Легкая любовь                                                    | Amore facile                                              | Диди                                |
| 1965 | Вырвать                                                          | Lo scippo                                                 |                                     |
| 1965 | Лгунья                                                           | La bugiarda                                               |                                     |
| 1966 | Искья, операция "Любовь"                                         | Ischia operazione amore                                   | Флавиа Перуцци                      |
| 1966 | Бархатная рука                                                   | Mano di velluto                                           |                                     |
| 1967 | Тото е-е                                                         | Totò yè yè                                                | Ганцина                             |
| 1967 | Дореллик прибывает                                               | Arrriva Dorellik                                          | Жизель Дюпон                        |
| 1968 | Два депутата                                                     | I 2 deputati                                              | Секретарь Грассиани                 |
| 1968 | Эротиссимо                                                       | Erotissimo                                                | Шанталь                             |
| 1968 | Эскалация                                                        | Escalation                                                | Частный детектив                    |
| 1969 | Страшный инспектор                                               | Il terribile ispettore                                    | Миссис Скорзарелли-Миччи            |
| 1969 | Чистый, как ангел, папа сделал меня монахом...                   | Puro siccome un Angelo papà mi fece monaco... di Monza    | Перелли, гувернантка                |
| 1969 | Свидание (фильм, 1969)                                           | La virtù sdraiata                                         | Нэнни                               |
| 1970 | И наступил день чёрных лимонов                                   | E venne il giorno dei limoni neri                         | Кончеттина                          |
| 1970 | Постарайтесь понять меня, режиссер Мариано Лауренти              | Cerca di capirmi                                          | Мачеха Франко                       |
| 1970 | Человек по прозвищу Кувалда                                      | Sledge                                                    | Элизабет                            |
| 1971 | Мастер музыки                                                    | Ma che musica maestro                                     | Эрмелинда                           |
| 1972 | Они пытались звонить им... больше и меньше                       | Continuavano a chiamarli... er più, er meno               | Графиня Янос                        |
| 1972 | Их продолжали называть двумя самыми сумасшедшими пилотами в мире | Continuavano a chiamarli i due piloti più matti del mondo | Жена Торричелли                     |
| 1972 | Запрещенные истории... без одежды                                | Racconti proibiti... di niente vestiti                    | Джульетта                           |
| 1972 | Свободный самец                                                  | Il maschio ruspante                                       | Мать Рема                           |
| 1973 | Безутешная вдова благодарит тех, кто ее утешает                  | La vedova inconsolabile ringrazia quanti la consolarono   | Франческа, мать                     |
| 1973 | Торт в небе                                                      | La torta in cielo                                         | Телеведущая                         |
| 1974 | Профессора сопровождают его родители                             | Professore venga accompagnato dai suoi genitori           | Андрейна Бугамелли                  |
| 1974 | Покер в постели                                                  | La signora gioca bene a scopa?                            | Моника Наскимбени                   |
| 1974 | Чтобы любить Офелию                                              | Per amare Ofelia                                          | Монахиня                            |
| 1974 | Исследование секса                                               | Sesso in testa                                            | Женщина из экзаменационной комиссии |
| 1975 | Молодая невестка                                                 | La Nuora Giovane                                          | Лаура                               |
| 1975 | Экзорцист: Итальянский силь                                      | L'esorciccio                                              | Аннунциата, жена Паскуалино         |
| 1975 | Помолвка                                                         | Il fidanzamento                                           | Элис, сестра Мусии                  |
| 1978 | Смеяться и шутить                                                | Ridendo e scherzando                                      | Лина Прокаччина, жена нотариуса     |
| 1982 | Пиерино берёт реванш                                             | Pierino la peste alla riscossa!                           | Джованна, мать Пиерино              |
| 1982 | Новый мир (фильм, 1982)                                          | Il mondo nuovo                                            | Мадам Соус                          |
| 1982 | Толстая девушка едет в Нью-Йорк                                  | Cicciabomba                                               | Мать                                |
| 1988 | Трансгрессия                                                     | La trasgressione                                          | Порочная графиня/профессор          |
| 1988 | Операция Попугай                                                 | Operazione pappagallo                                     |                                     |
| 1991 | Злая                                                             | Cattiva                                                   | Старшая медсестра                   |
| 1991 | Женщины в юбках                                                  | Donne con le gonne                                        | Прокурор                            |
| 1992 | Будь проклят тот день, когда я встретил тебя                     | Maledetto il giorno che t'ho incontrato                   |                                     |

### Телевидение
| Год  | Русское название | Оригинальное название | Персонаж      |
| ---- | ---------------- | --------------------- | ------------- |
| 1991 | Кьяра и другие   | Chiara e gli altri    | Бабушка Люсии |
| 1992 | Эдера            | Edera                 | Матильда      |

## Награды и номинации

### Награды
- 1961 — Премия «Серебряная лента» — лучшая актриса второго плана, фильм «Капо»[1]